# Discomycetoidea aequatorialis
Discomycetoidea aequatorialis är en svampart som beskrevs av Matsush. 1993. Discomycetoidea aequatorialis ingår i släktet Discomycetoidea, divisionen sporsäcksvampar och riket svampar.   Inga underarter finns listade i Catalogue of Life.